# Étude cas-témoins
Une étude cas-témoins est une étude statistique observationnelle rétrospective utilisée en épidémiologie. Les études cas-témoins sont utilisées pour mettre en évidence des facteurs qui peuvent contribuer à l'apparition d'une maladie en comparant des sujets qui ont cette maladie (les cas) avec des sujets qui n'ont pas la maladie mais qui sont similaires par ailleurs (les témoins). Les études cas-témoins posent donc la question : Y a-t-il plus de gens exposés à un facteur (par exemple plus de fumeurs) chez les cas que chez les témoins ?
Les études cas-témoins sont des études qui sont relativement peu onéreuses et faciles à mettre en place. L'un des succès les plus significatifs de l'étude cas-témoins a été de démontrer le lien entre le tabagisme et le cancer du poumon. Sir Richard Doll a été capable de montrer une association statistiquement significative entre les deux. Les opposants ont notamment fait valoir, à juste titre, pendant de nombreuses années que ce type d'étude seul ne peut prouver un lien de causalité, mais les résultats des études de cohorte ont confirmé ce lien de causalité. Il est maintenant admis que le tabagisme est responsable d'environ 87 % de la mortalité par cancer du poumon en France et 88 % aux États-Unis.

## Histoire
L'une des premières études cas-témoins connue fut publiée en 1926 par Janet Lane-Claypon dans son étude intitulée A Further Report on Cancer of the Breast with Special Reference to its Associated Antecedent Conditions. Reports on Public Health and Medical Subjects.

## Principe
L'échantillonnage est basé sur une variable de « sortie » : la maladie. L'étude ne commence que quand la maladie est déjà déclarée. On décide alors de regarder l'historique du malade. Un groupe de personnes atteintes d'une maladie (cas) est comparé à un groupe de sujets qui n'ont pas la maladie étudiée (témoins). Le but est la recherche d'un ou des facteurs d'exposition antérieurs à la maladie susceptibles de pouvoir l'expliquer. Ce type d'étude sert donc à tester une hypothèse spécifique avec une association d'un facteur de risque. S'il n'y a pas d'hypothèse, un ensemble de variables est étudié pour identifier la meilleure association « risque-maladie » (Analyse discriminante).
L'étude cas-témoins est un précieux outil d'enquête qui donne des résultats rapides à faible coût, mais ces résultats devront être confirmés par d'autres études fournissant des preuves plus solides.

## Avantages du système
- Relativement rapide, ne demande pas un grand budget.
- Pratique pour les maladies à grande période de période de latence (apparaissant longtemps après l'exposition) : une étude de cohorte nécessiterait un suivi très long.
- Bien adaptée aux maladies rares : une étude de cohorte nécessiterait un échantillon énorme.
- Permet l'étude simultanée de plusieurs facteurs étiologiques.

## Inconvénients
- On ne peut calculer de risque relatif, mais seulement un odds ratio. On ne peut en théorie l'exprimer comme un risque relatif. Cependant, quand une affection est rare, ces deux valeurs sont proches.
- Biais de sélection : il est important que les deux groupes soient comparables, les sujets doivent avoir le même profil.
- Biais de confusion : les facteurs étudiés peuvent être des variables confondantes.
- Biais d'anamnèse ou de mémorisation : les malades ont davantage tendance à se rappeler l'exposition à certains facteurs que les témoins.
- Ces études ne permettent pas d'évaluer l'incidence des maladies sur un groupe exposé et un autre non-exposé.
- La chronologie entre l'exposition et la maladie est difficile à établir[5].

## Conclusion d'une étude cas-témoins
On a réussi à démontrer (ou on n'a pas réussi à démontrer) qu'il y a plus de cas que de témoins qui ont été exposés à une substance X.

## Niveau de preuve
- Le niveau de l'étude est faible. Une bonne étude cas-témoins ne démontre un résultat médical qu'avec un faible niveau de preuve de grade III[6]. Cependant, il a beaucoup plus de valeur que des séries de cas, des cas cliniques ou un avis d'expert non étayés par des études.